# Dècada de 1890 en el cinema
Aquest article és una llista d'esdeveniments sobre el cinema que es van produir durant la dècada de 1890.

## Esdeveniments
- 1890 – Wordsworth Donisthorpe i W. C. Crofts graven London's Trafalgar Square[1] utilitzant una càmera patentada el 1889.[2]
- 1891 – Dissenyat al voltant del treball de Muybridge, Marey, i Eastman, el treballador de Thomas Edison, William K. L. Dickson, acaba una càmera de cinema en moviment, anomenada el quinetògraf, i una màquina de visualització, anomenada quinetoscopi.
- 20 de maig de 1891 – Thomas Edison realitza la primera presentació pública del seu quinetoscopi per la Federació Nacional de Clubs Femenins.
- 24 d'agost de 1891 – Thomas Edison expedienta una patent pel seu quinetoscopi.
- 1892 – Charles-Émile Reynaud comença les projeccions públiques a París amb el Théâtre Optique, amb centenars de dibuixos en un rodet que va passar pel projector zoòtrop per construir imatges en moviment que es mantinguessin durant 15 minuts.
- 1892 – La Eastman Company esdevé Eastman Kodak Company.
- 14 de març de 1893 – Thomas Edison se li concedeix la Patent #493.426 de "An Apparatus for Exhibiting Photographs of Moving Objects" («Un aparell per a exposició de fotografies d'objectes en moviment», el quinetoscopi).
- 1893 – Thomas Edison crea un estudi de pel·lícules en moviment, batejat com a "Black Maria" pel seu personal.
- 9 de maig de 1893 – A Amèrica, Thomas Edison realitza la primera exposició pública de pel·lícules rodades amb el seu quinetògraf a l'Institut de Brooklyn. Només una persona a la vegada podia fer servir la seva màquina de visualització, el quinetoscopi.[3]
- 7 de gener de 1894 – Thomas Edison enregistra "Fred Ott's Sneeze" amb el quinetoscopi a "Black Maria".
- 14 d'abril de 1894 – La primera presentació comercial del quinetoscopi té lloc al Kinetoscope Parlor de Holland Brothers al 1155 Broadway, ciutat de Nova York.
- 1894 – Les sales de quinetoscopis comencen a obrir-se a les principals ciutats. Cada saló conté diverses màquines.
- 1895 – A França, els germans Auguste i Louis Lumière dissenyen i creen una càmera lleugera i portàtil per a pel·lícules en moviment anomenada el cinematògraf. Els germans Lumière descobreixen que la seva màquina també es pot utilitzar per projectar imatges a una pantalla gran. Els germans Lumière van crear en aquest moment diversos curtmetratges que es consideren fonamentals en la història del cinema.
- Novembre de 1895 – A Alemanya, Emil i Max Skladanowsky desenvolupen el seu propi projector de cinema.
- Desembre de 1895 – A França, Auguste i Louis Lumière realitzen la seva primera projecció pública de pel·lícules rodades amb el seu cinematògraf.
- Gener de 1896 – A Gran Bretanya, Birt Acres i Robert W. Paul desenvolupen el seu propi projector de cinema, el Theatrograph (més tard conegut com a Animatograph).
- Gener de 1896 – Als Estats Units, un projector anomenat el Vitascopi fou dissenyat per Charles Francis Jenkins i Thomas Armat. Armat va començar a treballar amb Thomas Edison per fabricar el Vitascope, que projectava pel·lícules en moviment.
- Abril de 1896 – El Vitascopi de Thomas Edison i Thomas Armat es va utilitzar per projectar imatges en moviment en projeccions públiques a la ciutat de Nova York
- 1896 – El mag i cineasta francès Georges Méliès comença a experimentar amb la nova tecnologia de pel·lícules en moviment, desenvolupant moltes tècniques d'efectes especials primerencs, inclosa la fotografia stop-motion.
- 1897 – 125 persones moren durant una projecció a la sala de cinema Charity Bazaar a París després que una cortina s'incendiés de l'èter usat per alimentar la làmpada del projector.
- 1899 – Pathé-Frères fou fundada.[4]

## Naixements
- 15 de gener de 1891 – Arne Weel (mort el 1975)
- 19 de maig de 1892 – Barbara Tennant
- 22 de gener de 1893 – Conrad Veidt (mort el 1943)
- 20 d'abril de 1893 – Harold Lloyd (mort el 1971)
- 14 d'octubre del 1893 - Lillian Gish (morta el 1993)
- 9 de novembre de 1894 - Mae Marsh (morta el 1968)
- 5 gener de 1895 - Edward A. Sutherland (mort el 1974)
- 17 de juny de 1895 - Louise Fazenda (morta el 1962)
- 4 d'octubre de 1895 – Buster Keaton (mort el 1966)
- 21 d'octubre de 1895 - Edna Purviance (morta el 1958)
- 10 de novembre de 1895 - Mabel Normand (morta el 1930)
- 3 de gener de 1897 – Marion Davies (morta el 1961)
- 11 de març de 1898 - Dorothy GIsh (morta el 1968)
- 30 de setembre de 1898 – Renée Adorée (morta el 1933)
- 8 de setembre de 1899 - May McAvoy (morta el 1984)